# Pastwiska (Skarżysko-Kamienna)
Pastwiska – część miasta Skarżysko-Kamienna w  powiecie skarżyskim w województwie świętokrzyskim. Do 1984 samodzielna wieś w gminie Mirzec.
Leży na wschodzie miasta, w widłach ulic Grzybowej i Głogowej, na osiedlu administracyjnym Łyżwy. 15 marca 1984 Pastwiska (77,55 ha) włączono do Skarżyska-Kamiennej.